# Pungeleria poeymiraui
Pungeleria poeymiraui là một loài bướm đêm trong họ Geometridae.